# Setiabudi
Setiabudi (Setia Budi) is een onderdistrict (kecamatan) van de stadsgemeente Jakarta Selatan (Zuid-Jakarta) in de provincie Jakarta, Indonesië.

## Verdere onderverdeling
Het onderdistrict Setiabudi is verdeeld in 8 kelurahan:
1. Setiabudi (Setia Budi) - postcode 12910

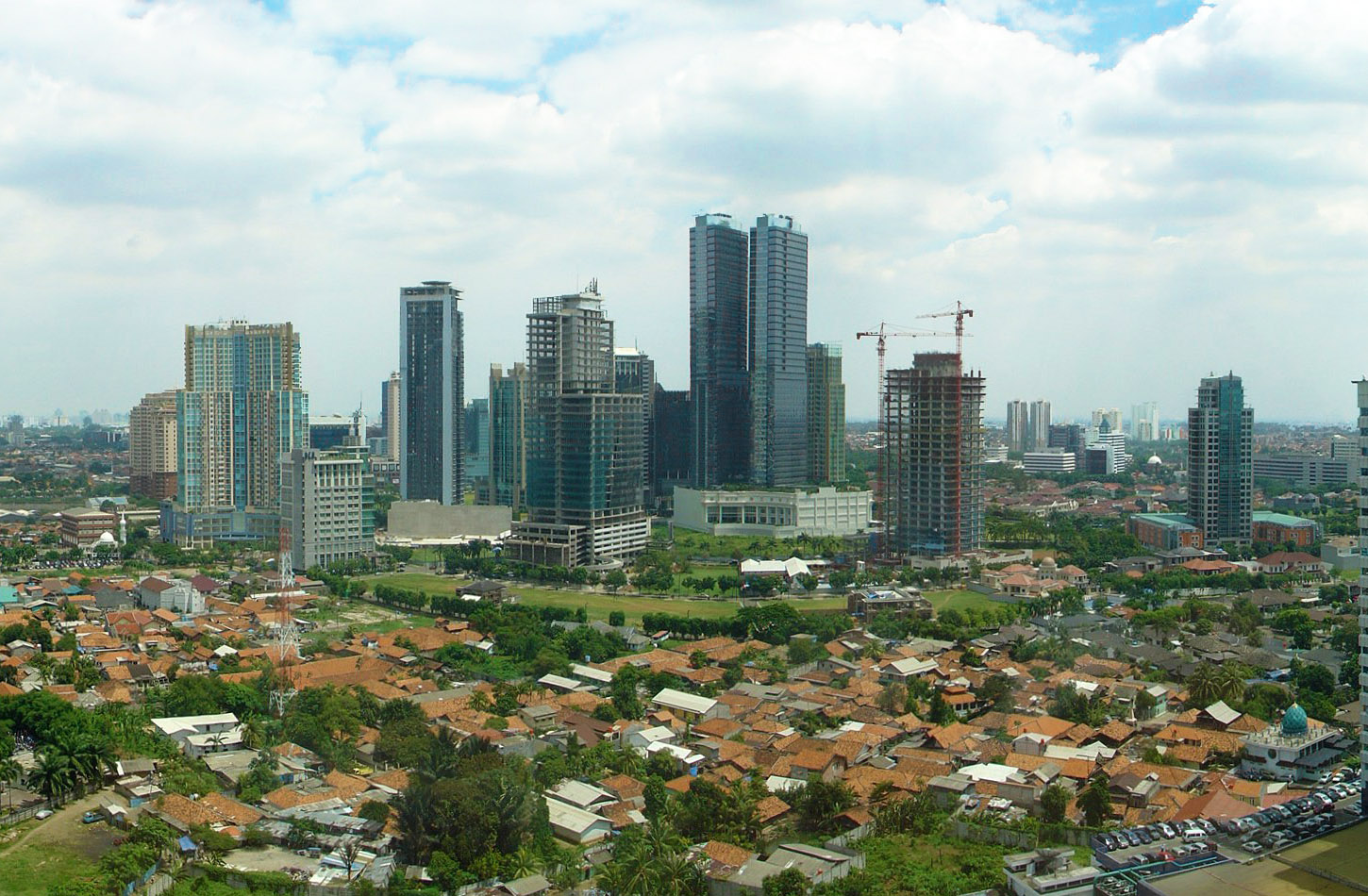
Mega Kuningan in Kecamatan Setiabudi, Zuid Jakarta

2. Karet - postcode 12920
3. Karet Semanggi - postcode 12930
4. Karet Kuningan - postcode 12940
5. Kuningan Timur - postcode 12950
6. Menteng Atas - postcode 12960
7. Pasar Manggis - postcode 12970
8. Guntur - postcode 12980